# Shane Williamson
Shane Williamson –en japonés, ウイリアムソン師円, Shen Wiriamuson– (Abashiri, 28 de abril de 1995) es un deportista japonés que compite en patinaje de velocidad sobre hielo.
Ganó una medalla de plata en el Campeonato Mundial de Patinaje de Velocidad sobre Hielo en Distancia Individual de 2020, en la prueba de persecución por equipos. Participó en dos Juegos Olímpicos de Invierno, en los años 2014 y 2018, ocupando el quinto lugar en Pyeongchang 2018, en la misma prueba.

## Palmarés internacional
| Campeonato Mundial en Distancia Individual | Campeonato Mundial en Distancia Individual | Campeonato Mundial en Distancia Individual | Campeonato Mundial en Distancia Individual |
| Año                                        | Lugar                                      | Medalla                                    | Prueba                                     |
| ------------------------------------------ | ------------------------------------------ | ------------------------------------------ | ------------------------------------------ |
| 2020                                       | Salt Lake City (Estados Unidos)            | Medalla de plata                           | Persecución por equipos                    |